# Junges Theater in der Altstadt
Das Junge Theater in der Altstadt, oder auch JuTA, ist ein 1984 gegründetes Düsseldorfer Theater. Seit 1999 gehört es als Spielstätte zum Forum Freies Theater Düsseldorf.

## Geschichte
Das JuTA wurde 1984 in Düsseldorf von Bernd Lohmann, Ernest Martin und Bertram Müller gegründet und befindet sich, dem Namen entsprechend, in der Düsseldorfer Altstadt in der Kasernenstraße 6 im Wilhelm-Marx-Haus. Die Gründungsmitglieder des dazugehörigen Trägervereins Verein Junges Theater in der Altstadt Düsseldorf waren Robert Bark, Karl-Heinz Bonny, Franz Brück, Marie-Dorothee Kapitel, Richard Keppler, Ericka Martin und Ernest Martin. Letzterer leitete als Intendant bis 1999 das JuTA. Im selben Jahr übergab Ernest Martin die Leitung an Niels Ewerbeck, den Gründungsdirektor des Forums Freies Theater (FFT) in Düsseldorf, das neu aus den Kammerspielen Düsseldorf und dem Jungen Theater in der Altstadt ohne eigenes Ensemble gebildet wurde.

## Programm
Unter der Leitung von Ernest Martin präsentierte das Theater an drei Abenden pro Woche Tourneetheater-Gruppen, Kabarettisten und Comedians ein Forum für ihre Vorstellungen und Darbietungen und entwickelte sich bald zu einem festen Bestandteil im Kulturangebot der Stadt Düsseldorf.